# Salix saxatilis
Salix saxatilis är en videväxtart som beskrevs av Porphir Kiril Nicolai Stepanowitsch Turczaninow. Salix saxatilis ingår i släktet viden, och familjen videväxter. Inga underarter finns listade i Catalogue of Life.